# Биофотоника
Биофотоника је интердисциплинарна научна област и једна од области фотонике која се бави стварањем, манипулацијом и детекцијом светлости односно фотона као квантних јединица светлости. Биофотоника обједињује технологије за стварање, манипулацију и детекцију фотона, које се традиционално развијају у оквиру физике, електротехнике и оптоелектронике, и користи природне процесе као што су апсорпција, емисија и расејање светлости, које се традиционално изучавају у оквиру физичке хемије, како би се окаракетрисале физичко-хемијске особине живих система и утврдиле молекуларне основе биолошких процеса.
Као и фотоника и биофотоника је изразито мултидисциплинарна област, која се комбинујући биомедицину и фотонику, примењује у истраживањима молекула, ћелија и ткива, у откривању структура биолошких узорака, у примени нових нано материјала и фотоничних структура за детектовање трагова биолошког материјала, у развоју нових метода и техника високе резолуције за визуализацију ћелија и процеса који се у њима одвијају.
Биофотоника се углавном фокусира на побољшање медицинских дијагностичких способности (на пример у области тумора или заразне болести), али се такође може користити за еколошке или друге намене. Главне предности овог приступа су брзина анализе, неинвазивност дијагностике и могућност рада на лицу места.

## Историја
Историјски гледано, праоцем биофотонике у 17. веку, може се сматрати Антониje ван Левенхук који је творац неких од првих микроскопа, уз помоћ кога је био у стању да спроведе прва истраживања о микроорганизмима и ћелијама.
Још један од пионир биофотонике може се сматрати Роберт Кох, који заједно са Ернстом Абеом радио на новим техникама и побољшањима оптичких микроскопа. Ова интердисциплинарна сарадња била је један од темеља револуционарних открића Роберта Коха.
Друга прекретница био је развој фазноконтрастне микроскопије од стране Фрица Зерникеа,  уз чију помоћ је могла да се фотографише прва ћелијска деоба.
Један аспект биофотонике који се бави спонтаном емисијом светлости из биолошког ткива сеже у рад руског биолога Александра Гурвича из 1920 -их. После експеримената са клијавим луком, он је сугерисао да живе ћелије емитују веома слабо светлосно зрачење, које је назвао  митогенетским зрачењем  и претпоставио да би ово зрачење могло да изазове деобу ћелија ( митозу). 
Савремена биофотоника која је у суштини настала крајем 1990-их, кроз развој модерне ласерске технологиједанас данас је нашла примену у испитивању биолошких ткива.   .

## Опште информације
Биофотоника проучава различите аспекте интеракције биолошких објеката и фотона. Пре свега, то се тиче емисије, детекције, апсорпције, рефлексије, модификације и генерисања електромагнетног зрачења у светлосном опсегу или близу њега у различитим биолошким објектима (на пример у молекулима, ћелијама, ткививима, организмима и материјалима).
| Област       | Задаци |
| ------------ | --- |
| Прва област  | Ова област истраживања (која се обично назива термином биофотоника) занована је на употреби светлости за добијање информација о стању биолошких објеката. Односно, коришћење оптичких метода за проучавање и дијагнозу биолошких молекула, ћелија и ткива. У овом случају, једна од главних предности је очување интегритета мембране проучаваних ћелија . |
| Други област | Ова област истраживања (традиционалнија и развијенији), јесте употреба светлости као инструмента којим се остварује утицај на биолошка ткива, односно као носиоца енергије, на пример, у хирургији или терапији . |

## Примена
Примена биофотонике заснована на зрачењу преноси енергију па је као таква погодна за терапију, хирургију, фабрикацију нано структура, итд. 
У биофотоници се користи и могућност зрачења у циљу побуђивања материје како би се преко детектоване емисије зрачења добиле информације о материји и њеним својствима. 
Све веће примене биофотонике среће се у:
- превентивној медици,
- биомедицинским истраживањима,
- медицинској дијагностици
- квалитетнијем лечењу,
- фармацији,
- већим приносима хране у пољопривреди,
- ефикаснијој заштити човекове средине.
- производњи нових материјала који имитирају пожељне карактеристике живих бића.

### Неки примери метода биофотонике

#### Употреба Ферстеровог резонантног преноса енергије
Такозвани Ферстер резонантни пренос енергије ( ФРЕТ) је назван по немачком физичару Теодору Фоерстеру који га је описао 1946. године. Метода се заснива на феномену флуоресценције када се енергија преноси између два хромофора, донора и акцептора, што се дешава без међуемисије фотона и резултат је дипол-дипол интеракције између њих. Фоерстеров трансфер је постао једна од најчешће коришћених метода у биофотоници, јер омогућава истраживање чак и субћелијском окружењу.  

#### Оптогенетика
Оптогенетика, једна од биофотонских техника која се користи за истраживање нервних ћелија. Заснива се на увођењу, методом генетског инжењеринга, у њихову мембрану посебних канала – опсина који реагују на побуђивање светлошћу, што се обезбеђује употребом ласера и оптоелектронске опреме  .

#### Ласерски скалпел
У биофотоници, метода сечења, аблације и синтеровања (спајања) ивица живог биолошког ткива заснива се на коришћењу ласерског скалпела. Његова важна предност у поређењу са конвенционалним скалпелом је ниска инвазивност операције због мале ширине реза, истовремене коагулације крвних судова и значајног смањења крварења. Поред тога, ласерско зрачење је апсолутно стерилно. Као резултат наведеног, период зарастања рана се смањује за два до три пута.

## Образовање кадрова
Због интердисциплинарне природе биофотонике образовање стручњака не може да се одвија у оквиру појединачних факултета и постојећих програма докторских студија, већ захтева тесну сарадњу између факултета и научно-истраживачких установа која се ефикасно може остварити у оквиру појединих Универзитета.
Тако нпр. Студијски програм докторских студија биофотоника на Београдском универзитету чини 20 предмета који могу да се сврстају у 3 целине:
- Уводни и општи предмети,
- Биомедицинско осликавање (имиџинг),
- Биолошки сензори-биомедицинко очитавање.

## Водећи светски центри фотонике[9]

### Русија
У Русији водећи наставни центар фотонике је Санктпетербуршки национални истраживачки универзитет информационих технологија, механике и оптике. Обука је добро организована на Новосибирском државном универзитету, Московском институту за физику и технологију и Националном истраживачком нуклеарном универзитету МЕПхИ. У Сколтеху створене су две првокласне, добро опремљене лабораторије, а након пресељења у нови кампус почетком 2018. године, почеће са радом још две нове лабораторије.

### Сједињене Америчке Државе
У Сједињеним Америчким Државама, највећи оптички центри се налазе на универзитетима у Аризони, Флориди и Рочестеру. На Технолошком институту Масачусетса гради се моћан центар, а постоји и неколико веома познатих лабораторија у низу великих универзитета, попут Колумбије, Корнела, Универзитета Калифорније, Берклија.

### Велика Британија
Велики енглески центри фотонике налазе се на универзитетима у Саутемптону и Астону, на Империјал колеџу у Лондону, Оксфорду и Кембриџу.

### Немачка
У Немачкој је фотоника веома добро заступљена на универзитетима у Карлсруеу и Макс Планк институту за науку о светлости у Ерлангену. 

### Остали центри
Добро развијене оптички центри налазе се и у Сингапуру, Јапану, Тајвану и Кини и Јужној Кореји.